# شجاع أباد (كاشان)
شجاع‌ أباد هي قرية في مقاطعة كاشان، إيران. عدد سكان هذه القرية هو 68 في سنة 2006.